# Ames Range
Die Ames Range ist ein Gebirgszug im westantarktischen Marie-Byrd-Land. Sie wird aus den drei miteinander verbundenen Schildvulkanen Mount Andrus (2978 m), Mount Kosciusko (2909 m) und Mount Kauffman (2364 m) gebildet. Der Gebirgskamm Gardiner Ridge verbindet den Mount Kosciusko mit dem Mount Kauffman. Die verschneiten, steilwandigen Berge mit abgeflachten Gipfeln erstrecken sich in nordsüdlicher Ausdehnung über eine Länge von rund 32 km und stehen im rechten Winkel zum Ostende der Flood Range.
Wissenschaftler der United States Antarctic Service Expedition (1939–1941) entdeckten sie bei Erkundungsflügen. Der US-amerikanische Polarforscher Richard Evelyn Byrd benannte sie nach seinem Schwiegervater Joseph Blanchard Ames (1846–1915).